# Oficina d'Emergència de les Nacions Unides a Ruanda
L'Oficina d'Emergència de les Nacions Unides a Ruanda (anglès United Nations Rwanda Emergency Office, UNREO) va ser un grup ad hoc de les Nacions Unides establert el 18 d'abril de 1994 encarregat de reunir informació i facilitar la coordinació entre les agències d'ajuda després del genocidi ruandès de 1994. El projecte va ser criticat com a insuficient, amb un mandat mal definit i personal sense experiència. Les seves funcions van ser absorbides finalment per la Missió d'Assistència de les Nacions Unides a Ruanda (UNAMIR).